# موسوعة نوتال
موسوعة نوتال: قاموس موجز وشامل للمعرفة العامة هي موسوعة من أواخر القرن التاسع عشر، حررها القس جيمس وود [الإنجليزية]، ونشرتها لأول مرة شركة فريدريك وارن المحدودة في لندن عام 1900.
سُجِّلت طبعات لهذه الموسوعة في أعوام 1920 و1930 و1938 و1956، واستمر بيعها حتى عام 1966. ومن بين المحررين الذين أشرفوا على الطبعات: جي. إلجي كريست و أ. إل. هايدن لطبعة عام 1930، ولورانس هوكينز داوسون لطبعة عام 1938، و سي. إم. برايور لطبعة عام 1956.

## الوصف
موسوعة "نوتال" سُميت تيمناً بالدكتور بيتر أوستن نوتال ‏ (المتوفى عام 1869)، الذي ألّف أعمالاً مثل «قاموس النطق القياسي للغة الإنجليزية"» (نُشر عام 1863)، وقد اشترى فريدريك وارن هذه الأعمال لاحقاً، واستمر في نشرها لعدة عقود بعد ذلك.
تعلن صفحة العنوان في هذه الموسوعة أنها "قاموس مختصر وشامل للمعرفة العامة، يضم أكثر من 16,000 مقالة موجزة وأصلية حول جميع المواضيع التي تناقشها الموسوعات الأكبر حجماً، ويهتم بشكل خاص بالمواضيع التي تندرج تحت فئات التاريخ والسيرة الذاتية والجغرافيا والأدب والفلسفة والدين والعلوم والفن ".
تتميز المقالات أو المدخلات في هذه الموسوعة بقصرها بشكل عام، وهي غالباً تتناول شخصيات وأماكن، حيث تحتوي على مدخلات عن شخصيات خيالية من كتب تشارلز ديكنز، لكنها تفتقر إلى مقالات عن الفواكه. تعكس الموسوعة غالباً وجهة النظر الشخصية للمؤلف، مما يجعلها تستعرض الأحداث من منظور محدد. يتضح هذا التوجه في المدخلات مثل "تواريخ الأحداث البارزة [الإنجليزية]". كمثال آخر، فإن المدخل الخاص بفنزويلا يعكس وجهة نظر بريطانية تجاه حدث وقع في عام 1899:
في عام 2004، نشر مشروع غوتنبرغ نسخة من طبعة عام 1907، والتي أصبحت الآن ضمن الملكية العامة.

## الروابط الخارجية
- نسخة مشروع غوتنبرغ
- موسوعة نوتال (1920) على جوجل بوكس
- موسوعة نوتال : كونه قاموسًا موجزًا وشاملًا للمعرفة العامة، لندن :ف. وارن 1900